# La Martina
Para el corrido mexicano, véase:La Martina (corrido)
La Martina es una localidad del municipio de Ponferrada, situado en El Bierzo, en la provincia de León (España).
Tiene su origen en la presa de riego construida a mediados del siglo XIX a instancias del abogado ponferradino Isidro Rueda, para, tomando agua del río Sil, poner en regadío la zona llamada Dehesa de Vega Alegre.
Se construyen entonces edificaciones para el laboreo y faenas agrícolas, y se asienta el matrimonio formado por Romualdo y Martina, de quién toma el nombre.
La iglesia actual se construye en los años 50, para proveer de un lugar de culto a la zona, y sustituir a la  edificación de los años 30-40, realizada con deficitarios materiales.
El asentamiento fue creciendo alrededor de la antigua Carretera Nacional 120, hasta llegar a la actualidad, cuando se encuentra casi totalmente unido con la ciudad.

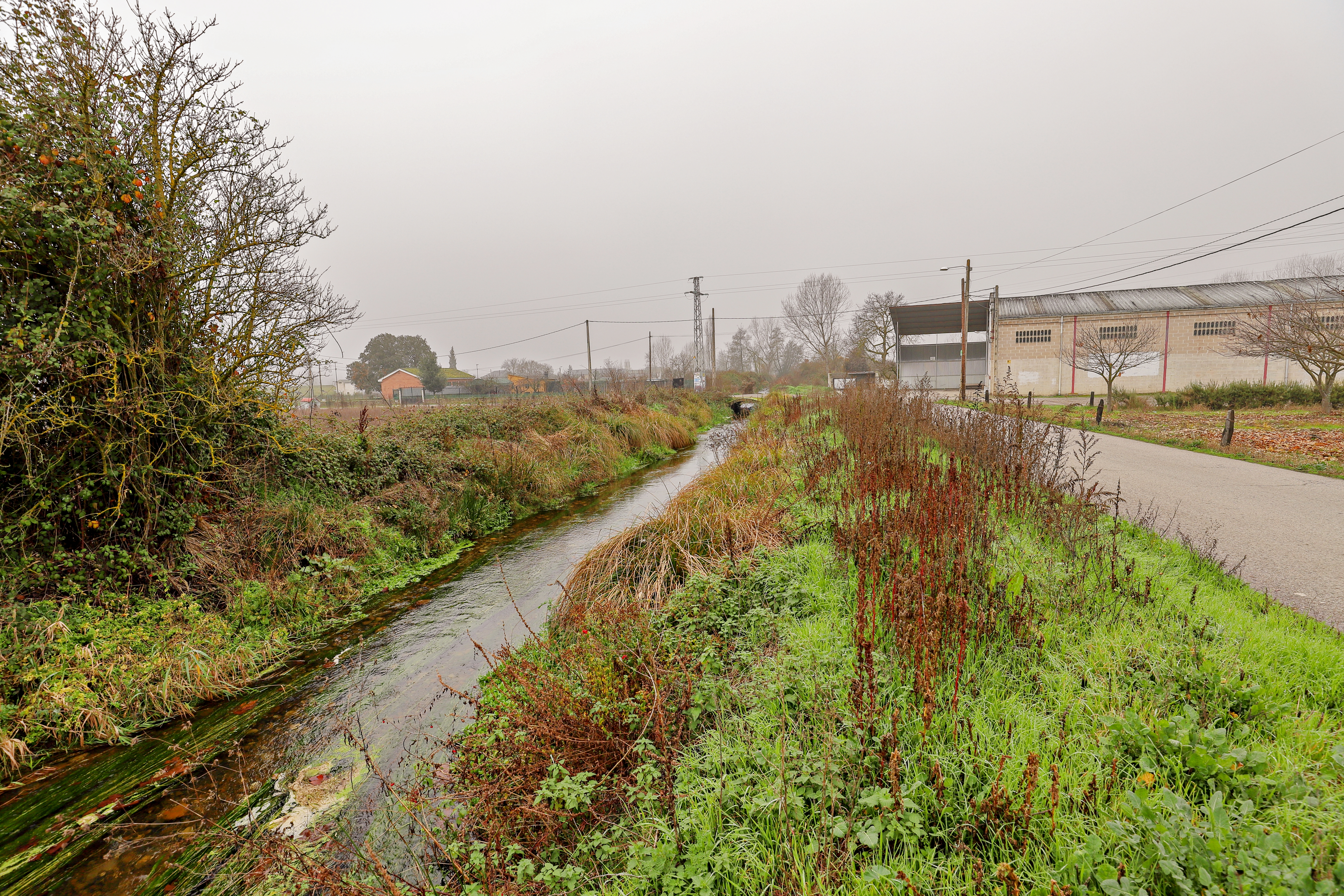
Canal de La Martina

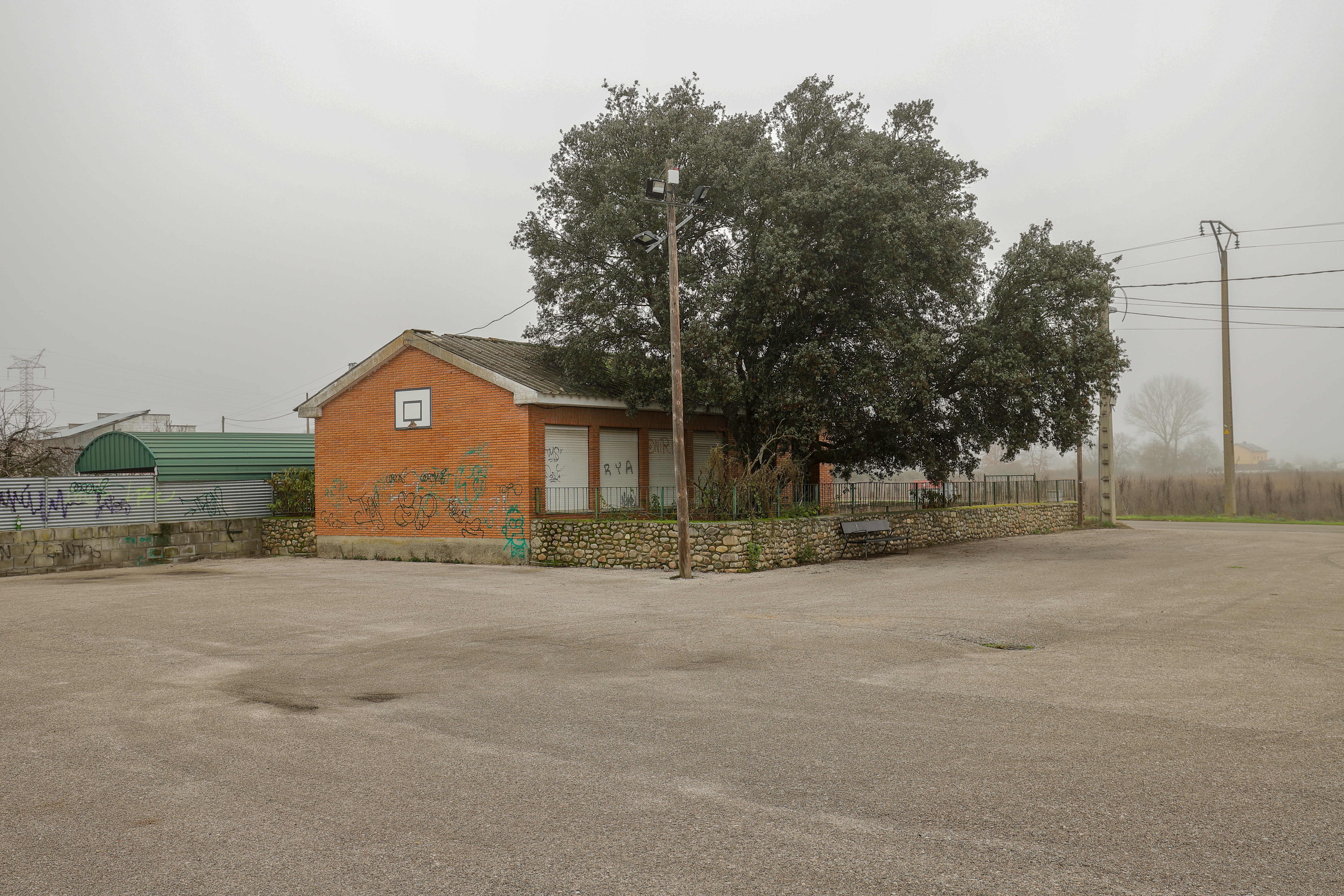
Antiguo Colegio Público de La Martina

## Situación
Se accede por la carretera que une Ponferrada y la N-536

## Población
En el INE de 2021 tiene 309 habitantes, 156 hombres y 153 mujeres.
- Datos: Q5964265
- Multimedia: La Martina / Q5964265